# Ronaldo Ésper (revista)
Noivas & Cia (anteriormente conhecida como Ronaldo Ésper Noivas) foi uma revista brasileira publicada semestralmente pela Editora Escala e direcionada a noivas.  A publicação traz ensaios fotográficos com os modelos para noivas criados pelo estilista Ronaldo Ésper, além de reportagens casamentos e preparativos.